# Герман Ройтер (правник)
Герман Ройтер (нім. Hermann Reuter; 6 липня 1870, Гайнаде — 2 квітня 1934, Берлін) — німецький правник, керівний чиновник ВМС, міністерський директор (1 квітня 1920).

## Біографія
15 грудня 1899 року вступив в інтендантську службу ВМС. В березні 1902 року переведений на службу в Китай, з 20 лютого 1904 року — інтендант бази в Циндао. 12 грудня 1908 року переведений в Імперське морське управління (ІМУ) і призначений начальником відділу Адміністративного управління. З 23 серпня 1914 року — інтендант мобільної морської дивізії, з 15 листопада 1914 по 30 вересня 1916 року — морського корпусу «Фландрія». 3 березня 1917 року очолив відділ адміністративних матеріалів (С V) Адміністративного управління ІМУ, а 11 грудня 1918 року — все Адміністративне управління. Понад 15 років Ройтер керував усіма адміністративними справами ВМС, доклав багато зусиль для збереження та відтворення ВМС Німеччини. Був дуже впливовим у морських колах чиновником.

## Нагороди
- Орден Червоного орла 4-го класу
- Орден Корони (Пруссія) 3-го класу
- Орден Святого Станіслава 2-го ступеня (Російська імперія)
- Орден Подвійного дракона 2-го ступеня, 3-й клас (Китайська імперія)
- Медаль «За вислугу років у ландвері» (Пруссія) 2-го класу
- Залізний хрест 2-го і 1-го класу
- Хрест Вільгельма з мечами
- Хрест «За військові заслуги» (Брауншвейг) 2-го класу
- Військовий Хрест Фрідріха-Августа (Ольденбург) 2-го і 1-го класу
- Хрест «За вислугу років» (Пруссія)